# Leucochlaena rasilis
Leucochlaena rasilis là một loài bướm đêm trong họ Noctuidae.